# 山岩乡
山岩乡，是中华人民共和国四川省甘孜藏族自治州白玉县曾经下辖的一个乡。2020年6月17日，撤销山岩乡，将其所属行政区域划归盖玉镇管辖。
山岩乡屬三岩地区東側，是自古以来川藏交界著名的两不管地带，三岩地區西側屬西藏貢覺縣。

## 行政区划
山岩乡撤销前下辖以下地区：
八学村、色德村、色麦村、然翁村、劣巴村、当托村和西巴村。